# Edith M. Flanigen
Edith Marie Flanigen (Buffalo, Nova York, 28 de gener de 1929) és una química americana reconeguda per la seva feina sobre la síntesi de maragdes i zeolites i més tard pels tamisos moleculars a Union Carbide.

## Infànica i educació
Edith Marie Flanigen i les seves dues germanes, Joan i Jane, es van iniciar en la química per la seva professora de l'escola secundària, la germana Mary. Les tres van anar a estudiar química a De Youville College sota la guia de Dorothea Fitzgerald, que va ser responsable de tots els seus cursos de química. Edith Flanigen es graduà com a la millor estudiant.
Joan i Edith estudiaren un mestratge en química a la Universitat de Syracuse. Flanigen rebé un mestratge en química-física inorgànica el 1952.

## Carrera
El 1952, Edith Flanigen es va unir a la companyia Union Carbide. El seu treball en un primer moment va ser la identificació, purificació i extracció de diferents polímers de silicona. El 1956 es va traslladar al grup que estudiava tamisos moleculars. El 1973 va ser la primera dona a Union Carbide a ser nomenada Investigadora associada, i el 1986, Investigadora Superior. Es va traslladar a UOP (una aliança d'empreses entre Union Carbide i Allied Signal) el 1988, on va ser nomenada Investigadora Principal. Edith Flanigen va ser ascendida a socia de UOP el 1991. i se'n va retirar el 1994.
Després de la seua carrera a l'UOP, i almenys fins a l'any 2004, Edith Flanigen estigué profesionalment activa, incloent els treballs com a consultora de UOP. Al llarg dels 42 anys de carrera com a associada a Union Carbide, Edith Flanigen inventà més de 200 diferents substàncies sintètiques, fou autora o coautora de més de 36 publicacions, i registrà almenys 109 patents.

## Química
El 1956 va començar a treballar en tamisos moleculars. Els tamisos moleculars són compostos cristal·lins amb porus de mida molecular que poden filtrar o separar les substàncies molt complexes. Edith Flanigen va fer contribucions substancials al desenvolupament de productes de zeolita I (Faujasita), un tamís molecular específic per refinar petroli de manera eficient. Posteriorment la zeolita I va ser superada per la zeolita X. Quan es refina "petroli cru", cal separar-lo en diferents parts, o fraccions. La gasolina és una de les moltes fraccions que provenen de la refinació del petroli. Les zeolites de Flanigan s'utilitzen com a catalitzadors, una substància que millora les reaccions químiques. La zeolita I és un catalitzador que augmenta la quantitat de fracció de gasolina a partir del petroli, de manera que la refinació de petroli és més segura i productiva.
A més del seu treball en tamisos moleculars, Flanigen també va co-inventar una maragda sintètica, que Union Carbide va produir i vendre durant molts anys.

## Premis i reconeixements
Flanigen ha estat guardonada amb molts premis i distincions. Va ser, per exemple, la primera dona a rebre la Medalla Perkin el 1992. També va ser inclosa en el Saló de la Fama d'Inventors Nacionals el 2004.
El 2014 el Centre d'Investigació Cooperativa en la Universitat Humboldt de Berlín va crear el Premi Edith Flanigen, que s'atorga anualment a una científica destacada en la primera etapa de la seva carrera. El primer premi va ser concedit el 2014 a Natacha Krins per la seva feinaal Laboratoire de la Chimie Condensée de la Universitat de París.
El 20 de novembre de 2014, el president Barack Obama va guardonar Edith Flanigen amb la Medalla Nacional de Tecnologia i Innovació per les seves contribucions a la ciència.

### Premis
- 1991 Chemical Pioneer Award de l'American Institute of Chemists.[15]
- 1992 Medalla Perkin. Edith M. Flanigen és la primera dona a rebre la Medalla Perkin.
- 1993 Medalla Garvan–Olin.
- 2004 National Inventors Hall of Fame (NIHF).[2]
- 2004 Premi Lemelson MIT.[7]
- 2014 Medalla Nacional de Tecnologia i Innovació.[14]